# Sofia Sá da Bandeira
Sofia de Freitas Branco de Sá da Bandeira (Lisboa, 22 de junho de 1963), é uma actriz portuguesa. Frequentou o curso de Filosofia da U.C.P tem o curso de formação de actores da Escola Superior de Teatro e Cinema do Conservatório Nacional de Lisboa, e trabalha frequentemente em televisão, no teatro e no cinema.

## Biografia
Filha de José Maria de Castro e Almeida de Sá da Bandeira (n.1943) e de Clara de Freitas Branco (n. 1945).
Descendente do general Marquês de Sá da Bandeira.
A sua mãe é filha do musicólogo João de Freitas Branco, neta paterna do compositor Luís de Freitas Branco, sobrinha-neta do compositor Pedro de Freitas Branco, prima de Bernardo Sassetti.

### Vida profissional
Trabalhou em vários projectos de cinema, teatro e televisão como; Lendas de Portugal, Verão Quente, Primeiro amor, A grande Aposta, Filhos do Vento, Cinzas, Claxon, A Árvore, O Passeio, de Cristina Hausser, O Milagre Segundo Salomé, As Dioptrias de Elisa, A importância de ser Ernesto, de (Oscar Wilde) O processo dos Távoras, Alves dos Reis, Roseira Brava, Na Paz dos Anjos, Desencontros, Almeida Garrett, O Crime, Eu ligo-te, Vila Faia, Liberdade 21, Perfeito Coração, Voo Directo, Laços de Sangue, Dancing Days, Mar Salgado, Vidas Opostas, Os Nossos dias, Terra Brava, A Noite, de José Saramago, entre outros.
Paralelamente, apresentou programas pedagógicos em televisão, como Vitaminas, Projecto Sírios, Ruas Vivas e Ecoman onde se propõem alternativas ligadas às questões ambientais.
Integra o elenco de séries e filmes internacionais como, Crimes en Série, Feu Adrien Muset, Une Famille Formidable, Le Voyage Étranger, Les Fleurs du Mal, La Leyenda de Balthasar el Castrado, de Juan Minon, entre outros.
Tem participado no júri de vários festivais de cinema, como Festival de cinema de Tróia, CineEco, Famafest e Mostra de Cinema Internacional de Cabo Verde.
Interpretou, como narradora a obra de Benjamin Britten, The young person’s guide to the orchestra, com a orquestra do Teatro de S. Carlos e a ópera de Bela Bartok Bluebeard’s Castle, com a orquestra Gustav Mahler na Gulbenkian.
Fez dobragens de filmes de animação para a Disney, narração e gravação de poesia, narração em áudio-livro de contos tradicionais para a CPLP.
Colaborou com o Jornal Expresso com uma crónica semanal.Publicou as crónicas "Histórias de uma Mulher Casada" e o romance "Quase Nós" (Editora D. Quixote)

## Obras Publicadas
- Crónicas semanais, revista Vidas, jornal Expresso. 2000
- Histórias de uma Mulher Casada, 2001
- Quase Nós, 2005

## Televisão
| Ano         | Projeto                                 | Papel                                  | Notas                                          | Canal |
| ----------- | --------------------------------------- | -------------------------------------- | ---------------------------------------------- | ----- |
| 1990        | Lendas e Factos da História de Portugal | Vanidia                                | Pequena Participação                           | RTP1  |
| 1990        | O Morgado de Fafe em Lisboa             | Primeira dama                          | Pequena Participação                           | RTP1  |
| 1991        | Quem Manda Sou Eu                       | Aluna                                  | Pequena Participação                           | RTP1  |
| 1991        | Claxon                                  | April                                  | Pequena Participação                           | RTP1  |
| 1991        | A Grande Mentira                        | Isabel                                 | Elenco Principal                               | RTP1  |
| 1991        | A Pandilha de Tomé                      | Matilde                                | Pequena Participação                           | RTP1  |
| 1991        | Vitaminas                               | Ela Própria                            | Apresentadora, ao lado de Carlos Alberto Vidal | RTP1  |
| 1992        | A Árvore                                | Ana                                    | Elenco Principal                               | RTP1  |
| 1992        | Catavento                               | Professora                             | Pequena Participação                           | RTP1  |
| 1992        | Aqui Há Gato                            | Filipa                                 | Elenco Principal                               | RTP1  |
| 1992 - 1993 | Cinzas                                  | Marta Ferraz                           | Elenco Principal                               | RTP1  |
| 1993        | Verão Quente                            | Vera Franco                            | Elenco Principal                               | RTP1  |
| 1994        | Sozinhos em Casa                        | Princesa Ira                           | Pequena Participação                           | RTP1  |
| 1994        | O Grande Irã                            | Filipa                                 | Elenco Principal                               | RTP1  |
| 1994        | Na Paz dos Anjos                        | Cremilde Crespo                        | Elenco Principal                               | RTP1  |
| 1994        | Objectivo Sirius                        | Ela Própria                            | Apresentadora                                  | RTP1  |
| 1995        | Desencontros                            | Margarida Oliveira Baptista            | Elenco Principal                               | RTP1  |
| 1995        | Nico d'Obra                             | Micaela Carolino                       | Pequena Participação                           | RTP1  |
| 1996        | Roseira Brava                           | Joana Navarro                          | Elenco Principal                               | RTP1  |
| 1996        | Primeiro Amor                           | Filipa Morais                          | Elenco Principal                               | RTP1  |
| 1997        | Filhos do Vento                         | Rita                                   | Elenco Principal                               | RTP1  |
| 1998        | Reformado e Mal Pago                    | Isolda Reis                            | Elenco Principal                               | RTP1  |
| 1998        | Médico de Família                       | Mafalda Faria                          | Elenco Adicional                               | SIC   |
| 1999 - 2001 | Jet 7                                   | Ela Própria                            | Apresentadora                                  | RTP1  |
| 2000        | Almeida Garrett                         | Duquesa de Palmela                     | Elenco Principal                               | RTP1  |
| 2001        | Café da Esquina                         | Carolina                               | Elenco Principal                               | RTP1  |
| 2001        | Alves dos Reis                          | Eunice                                 | Elenco Principal                               | RTP1  |
| 2001 - 2002 | O Processo dos Távoras                  | Leonor de Almeida Portugal             | Elenco Principal                               | RTP1  |
| 2002        | O Crime…                                | Beatriz Ventura                        | Elenco Principal                               | RTP1  |
| 2002        | As Dioptrias de Elisa                   | Elisa                                  | Protagonista                                   | RTP1  |
| 2005        | Ruas Vivas                              | Ela Própria                            | Apresentadora                                  | RTP1  |
| 2006        | Um (A)caso em Portugal                  | Ela Própria                            | Apresentadora                                  | RTP1  |
| 2008 - 2009 | Vila Faia                               | Madalena Andrade                       | Elenco Principal                               | RTP1  |
| 2008        | Crimes en Série                         | Nazaré                                 | Participação Especial                          | FR2   |
| 2008        | B.R.I.G.A.D.                            | Claire Salmon                          | Participação Especial                          | FR2   |
| 2009 - 2010 | Perfeito Coração                        | Emília Roriz                           | Elenco Principal                               | SIC   |
| 2010 - 2011 | Laços de Sangue                         | Adelaide Carvalhais                    | Elenco Principal                               | SIC   |
| 2011        | Voo Direto                              | Miranda Ventura                        | Elenco Adicional                               | RTP1  |
| 2011        | Liberdade 21                            | Teresa                                 | Elenco Adicional                               | RTP1  |
| 2011 - 2012 | Pai à Força                             | Sofia Valpaços                         | Elenco Principal                               | RTP1  |
| 2012        | Maternidade                             | Verónica                               | Elenco Adicional                               | RTP1  |
| 2012 - 2013 | Dancin' Days                            | Luísa Lima                             | Elenco Principal                               | SIC   |
| 2014 - 2015 | Os Nossos Dias                          | Helena Cunha Avillez                   | Elenco Principal                               | RTP1  |
| 2014 - 2015 | Mar Salgado                             | Catarina Cunha                         | Elenco Principal                               | SIC   |
| 2015 - 2016 | Poderosas                               | Lídia                                  | Participação Especial                          | SIC   |
| 2016 - 2017 | Amor Maior                              | Helena Machado Paiva                   | Elenco Principal                               | SIC   |
| 2018 - 2019 | Vidas Opostas                           | Anabela Vidal                          | Elenco Principal                               | SIC   |
| 2019 - 2021 | Terra Brava                             | Joana Costa                            | Elenco Principal                               | SIC   |
| 2021 - 2022 | Pôr do Sol                              | Madalena Bourbon de Linhaça            | Protagonista                                   | RTP1  |
| 2024        | Salto de Fé                             | Isabel                                 | Elenco Principal                               | RTP1  |
| 2025        | A Herança                               | Brigida Antónia Almirante Brito Novais | Elenco Principal                               | SIC   |

## Teatro
- A Ratoeira, de Agatha Christie, encenação Paulo Sousa Costa, 2020
- A Noite, de José Saramago, encenação José Carlos Garcia, 2013/2014
- A Mulher que Cozinhou o Marido, encenação Philippe Leroux, 2009
- Eu Ligo-te, encenação de Atílio Riccó, 2004
- A Importância de ser Ernesto, encenação de Filipe La Féria, 1998
- O Morgado de Fafe, encenação Ruy Ferrão, transmitida pela RTP em 1990
- Joana D'Arc, encenação de Mário Barradas, 1989

## Cinema
- Pôr do Sol - O Mistério do Colar de São Cajó, de Manuel Pureza, 2023
- The End, de Vitor Candeias, 2006
- O Milagre Segundo Salomé, de Mário Barroso, 2003
- As Dioptrias de Elisa, de António Escudeiro, 2002
- O Passeio, de Cristina Hauser, 1999
- Bloody Mary, de Kátia Bucho e Nuno Mesquita, 1997
- Le Quai du Bonheur, de Franck Apprederis, 1996
- La Leyenda de Balthasar el Castrado, de Juan Miñon, 1994
- Feu Adrien Muset, de Jacques Besnard, 1992
- Le Voyage Étranger, de Serge Roullet, 1991
- Le Retour des Charlots, de Jean Sarrus, 1991
- Les Fleurs du Mal, de Jean Pierre Rawson, 1990
- Coimbra, de Diogo Pais, 1988

## Publicidade
- Pescanova (2017), com José Fidalgo
- Galp - Movimento Energia Positiva (2008)
- Separação do Lixo (2000)
- L'Oreal (1999)
- Galp (1998)
- Protecção do Ambiente - Ministério do Ambiente (1998)
- Hipermercados Continente (1997)
- Evax (1994)
- Vinho do Porto (1990)

## Convidada em programas de televisão
- A Nossa Tarde, RTP 2022
- O Programa da Cristina, SIC 2020
- Ponto de Equilíbrio, SIC 2018
- Inesquecível, RTP Memória 2016
- Há Tarde, RTP 2015
- Grande Tarde, SIC 2015
- Queridas Manhãs, SIC 2015
- Boa Tarde, SIC 2014
- À Conversa com Ricardo Couto, Porto Canal 2014
- Alô Portugal, SIC 2014
- Passadeira Vermelha, SIC 2013
- Alta Definição, SIC 2013
- Querida Júlia, SIC 2011
- Episódio Especial, SIC 2010
- Companhia das Manhãs, SIC 2010
- Fama Show, SIC 2009
- Chá com Charme, RTP 2007
- Entre Nós, RTP 2006
- A Revolta dos Pastéis de Nata, RTP2 2006
- Páginas Soltas, SIC Notícias 2006
- Tudo em Família, RTP 2004
- Herman SIC, SIC 2004
- Entrada Livre, RTP 2001
- Boa Tarde, RTP 2000
- Jet 7, RTP 1999
- O Amigo Público, RTP 1999
- Furor, SIC 1998
- Avós e Netos, RTP 1997
- Ligações Perigosas, RTP 1996
- Ai os Homens, SIC 1996
- Praça da Alegria, RTP 1996
- Casa Cheia, RTP 1995
- Parabéns, RTP 1995
- Pátio da Fama, RTP 1994
- Sons do Sol, RTP 1992
- Chá das Cinco, RTP 1992